# Schleinitzia fosbergii
Schleinitzia fosbergii là một loài thực vật có hoa trong họ Đậu. Loài này được Nevling & Niezgoda miêu tả khoa học đầu tiên.